# Светлана (футбольный клуб)
Светлана — советский и российский футбольный клуб из Санкт-Петербурга. Основан не позднее 1954 года. Команда представляет предприятие ПАО «Светлана».

## Названия
- 1954—1991 — «Светлана» (Ленинград);
- с 1991 — «Светлана» (Санкт-Петербург).

## Достижения
- Во второй лиге — 13 место (в зональном турнире РСФСР класса «Б» 1968 год)
- Обладатель Кубка зоны «Север» КФК РСФСР (1989)[2]
- Обладатель Кубка Ленинграда: 1967, 1981, 1984, 1986, 1987, 1988, 1989
- Финалист Кубка Ленинграда/Санк-Петербурга: 1953, 1983, 1994

## Известные игроки
- Андронов, Михаил Васильевич